# André Chassaigne

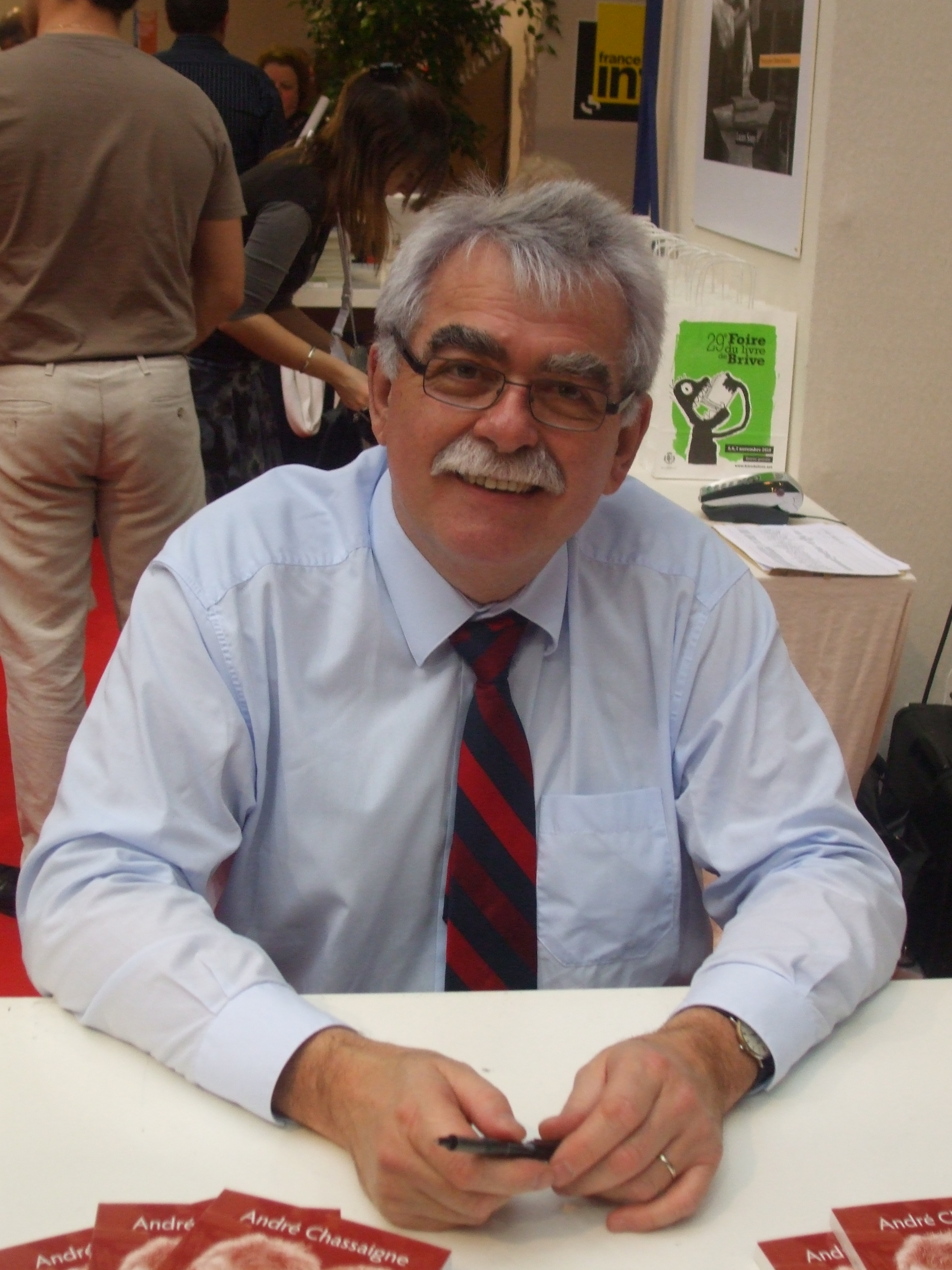
André Chassaigne (2010) Buchmesse Brive-la-Gaillarde

André Chassaigne (* 2. Juli 1950 in Clermont-Ferrand, Département Puy-de-Dôme) ist ein französischer Politiker der Französischen Kommunistischen Partei (PCF). Er ist seit 2002 Abgeordneter der Nationalversammlung und dort seit 2012 Fraktionsvorsitzender der Gauche démocrate et républicaine.

## Leben
Chassaignes Vater war Arbeiter bei Michelin. Er absolvierte ein Studium an der École normale primaire in Clermont-Ferrand und wurde 1972 Lehrer für Literatur sowie Geschichte und Geographie. Von 1981 bis 2002 war er Schulleiter des Collège von Saint-Amant-Roche-Savine im Département Puy-de-Dôme. Als Mitglied der Parti communiste français wurde er 1977 stellvertretender Bürgermeister von Saint-Amant-Roche-Savine, von 1983 bis 2010 war er selbst Bürgermeister der kleinen Gemeinde im Zentralmassiv. Von 1979 bis 2004 gehörte Chassaigne als Vertreter des Kantons Saint-Amant-Roche-Savine dem Generalrat des Départements Puy-de-Dôme an. Von 1998 bis 2000 saß er auch im Regionalrat der Auvergne.
Obwohl die PCF bei der Parlamentswahl 2002 ihr schlechtestes Ergebnis seit 1962 einfuhr, wurde Chassaigne im 5. Wahlkreis des Départements Puy-de-Dôme mit 51,3 Prozent im zweiten Wahlgang zum Abgeordneten in die französische Nationalversammlung gewählt. Bei der Parlamentswahl 2007 wurde er mit 65,9 Prozent der Stimmen bestätigt. Seine Partei wurde bei dieser Wahl allerdings weiter geschwächt und konnte keine eigene Fraktion mehr bilden, sondern schloss sich mit Les Verts (den Grünen) und kleineren linken Parteien zur Fraktion Gauche démocrate et républicaine zusammen (die Grünen verließen diese 2011).
Bei der Regionalwahl 2010 war Chassaigne Spitzenkandidat der Front de gauche (PCF, Parti de gauche und kleinere linke Parteien) in der Auvergne. Die Liste kam im ersten Wahlgang auf 14,2 Prozent der Stimmen; im zweiten Wahlgang vereinigte sie sich mit Sozialisten und Grünen. Das vereinigte Mitte-links-Lager gewann die Wahl und Chassaigne zog erneut in den Regionalrat der Auvergne ein, dem er bis 2015 angehörte.
Chassaigne bewarb sich um die Kandidatur der Front de gauche für die französische Präsidentschaftswahl 2012. Bei der Mitgliederbefragung innerhalb der Kommunistischen Partei kam er auf 36,8 Prozent der Stimmen und unterlag damit Jean-Luc Mélenchon von der Parti de gauche, der als gemeinsamer Kandidat der Front de gauche letztlich bei der Präsidentschaftswahl auf den vierten Platz kam. Bei der französischen Parlamentswahl 2012 verteidigte Chassaigne seinen Wahlkreis mit 67,5 Prozent im zweiten Wahlgang. Anschließend wurde er zum Vorsitzenden der Fraktion Gauche démocrate et républicaine in der Nationalversammlung gewählt, die aus Abgeordneten der PCF, der Fédération pour une alternative sociale et écologique (FASE), Parti de gauche sowie linker Parteien aus den Übersee-Départements bestand. Während der nationale Sekretär der PCF Pierre Laurent im Vorfeld der Präsidentschaftswahl 2017 dazu aufrief, die erneute Kandidatur von Jean-Luc Mélenchon zu unterstützen, forderte Chassaigne einen eigenen Kandidaten der Kommunistischen Partei aufzustellen. Bei Mitgliederbefragung zu dieser Frage votierten 53,5 Prozent für die Unterstützung Mélenchons und gegen eine eigene Kandidatur.
Nachdem der Nouveau Front Populaire (NFP) bei der Parlamentswahl in Frankreich 2024 unerwartet stärkste Kraft geworden war, einigte sich das politische Bündnis, bestehend aus der Sozialistischen Partei, La France insoumise, Les Écologistes und der Französischen Kommunistischen Partei, auf Chassaigne als gemeinsamen Kandidaten für die Wahl zum Vorsitz der Nationalversammlung.
Seit 2019 ist André Chassaigne im Vorstand der Deutsch-Französischen Parlamentarischen Versammlung.